# Plounévez-Quintin
 Plounévez-Quintin  (en bretón Plounevez-Kintin) es una población y comuna francesa, situada en la región de Bretaña, departamento de Côtes-d'Armor, en el distrito de Guingamp y cantón de Rostrenen.

## Demografía
| 1506 | 1317 | 1255 | 1187 | 1145 | 1180 |
| Para los censos de 1962 a 1999 la población legal corresponde a la población sin duplicidades (Fuente: INSEE [Consultar]) |      |      |      |      |      |